# 24713 Ekrutt
24713 Ekrutt este un asteroid din centura principală, descoperit pe 12 septembrie 1991, de Lutz Schmadel și Freimut Börngen.